# Nuggets II: Original Artyfacts from the British Empire and Beyond, 1964-1969
 (janvier 2020).
Si vous disposez d'ouvrages ou d'articles de référence ou si vous connaissez des sites web de qualité traitant du thème abordé ici, merci de compléter l'article en donnant les références utiles à sa vérifiabilité et en les liant à la section « Notes et références ».
Albums de Various artists
Nuggets: Original Artyfacts from the First Psychedelic Era, 1965-1968
(1972) Hallucinations: Psychedelic Pop Nuggets from the WEA Vaults
(2004)
Nuggets II: Original Artyfacts from the British Empire and Beyond, 1964-1969 est un coffret de quatre disques sorti en 2001. Il s'agit d'une prolongation du coffret Nuggets: Original Artyfacts from the First Psychedelic Era, 1965-1968, mais là où ce dernier reprenait essentiellement les titres d'artistes américains, Nuggets II inclut des titres de groupes originaires du reste du monde.

## Titres

### Disque 1
1. The Creation – Makin' Time – 2:58
2. The Fire – Father's Name Was Dad – 2:29
3. The Move – I Can Hear the Grass Grow – 3:07
4. The Smoke – My Friend Jack – 3:01
5. Tomorrow – My White Bicycle – 3:16
6. The Action – I'll Keep Holding On – 3:39
7. The Eyes – When the Night Falls – 2:33
8. The Easybeats – Sorry – 2:35
9. The Idle Race – Imposters of Life Magazine – 2:19
10. The La De Das – How Is the Air Up There? – 2:37
11. Les Fleur de Lys – Mud in Your Eye – 3:03
12. The Motions – Everything (That's Mine) – 2:03
13. The Mickey Finn – Garden of My Mind – 2:34
14. The Sorrows – Take a Heart – 3:16
15. Q65 – The Life I Live – 3:20
16. The Pretty Things – Midnight to Six Man – 2:20
17. The Marmalade – I See the Rain – 3:48
18. The Koobas – The First Cut Is the Deepest – 3:06
19. The Mockingbirds – You Stole My Love – 2:41
20. The Haunted – 125 – 2:32
21. Small Faces – My Mind's Eye – 2:03
22. Los Bravos – Going Nowhere – 2:20
23. The Thoughts – All Night Stand – 2:05
24. The Masters Apprentices – War or Hands of Time – 2:51
25. We All Together – It's a Sin to Go Away – 3:50
26. Kaleidoscope – A Dream for Julie – 2:47
27. Tages – I Read You Like an Open Book – 2:38

### Disque 2
1. The Misunderstood – Children of the Sun – 2:52
2. Wimple Winch – Save My Soul – 3:06
3. John's Children – Desdemona – 2:27
4. Them, Van Morrison – I Can Only Give You Everything – 2:42
5. The Troggs – Lost Girl – 2:33
6. The Craig – I Must Be Mad – 2:47
7. The Birds – Say Those Magic Words – 3:15
8. Caleb – Baby Your Phrasing Is Bad – 3:16
9. Golden Earring – Daddy Buy Me a Girl – 2:41
10. Ronnie Burns – Exit Stage Right – 2:30
11. Timebox – Gone Is the Sad Man – 3:46
12. The Eyes – I'm Rowed Out – 2:57
13. Davy Jones & The Lower Third – You've Got a Habit of Leaving – 2:29
14. Rupert's People – Reflections of Charles Brown – 4:19
15. The Mascots – Words Enough to Tell You – 1:58
16. The Poets – That's the Way It's Got to Be – 2:36
17. The Syn – 14 Hours Technicolour Dream – 2:54
18. The Pretty Things – Walking Through My Dreams – 3:38
19. The Primitives – You Said – 2:19
20. The Lost Souls – This Life of Mine – 2:43
21. The Action – Shadows and Reflections – 2:52
22. The Easybeats – Friday on My Mind – 2:52
23. Love Sculpture – In the Land of the Few – 3:57
24. The Motions – For Another Man – 1:49
25. The Move – Fire Brigade – 2:24
26. The Boots – Gaby – 2:32
27. The Creation – Biff Bang Pow – 2:26

### Disque 3
1. Cuby & the Blizzards – Your Body Not Your Soul – 2:18
2. The Twilights – Cathy, Come Home – 2:01
3. Les Fleur de Lys – Circles (Instant Party) – 3:03
4. The Matadors – Get Down from the Tree – 3:30
5. Q 65 – Cry in the Night – 2:16
6. The Chijuas – Changing the Colors of Life – 3:00
7. The Bluestars – Social End Product – 2:33
8. The Syndicats – Crawdaddy Simone – 3:16
9. The Sound Magics – Don't You Remember? – 2:14
10. The Guess Who – It's My Pride – 2:47
11. The Open Mind – Magic Potion – 3:34
12. The Missing Links – You're Driving Me Insane – 2:57
13. The Jury – Who Dat? – 2:17
14. John's Children – A Midsummer's Night Scene – 2:35
15. The Sands – Listen to the Sky – 3:46
16. The Mockingbirds – How to Find a Lover – 1:56
17. Idle Race – Days of the Broken Arrows – 3:49
18. The Elois – By My Side – 2:17
19. The Factory – Path Through the Forest – 3:58
20. Episode Six – Love Hate Revenge – 2:55
21. Status Quo – Pictures of Matchstick Men – 3:11
22. The Voice – The Train to Disaster – 2:49
23. The Playboys – Sad – 2:55
24. The Slaves – Slaves Time – 2:22
25. The Red Squares – You Can Be My Baby – 2:18
26. Scrugg – I Wish I Was Five – 3:19
27. The Downliners Sect – Glendora – 2:44

### Disque 4
1. The Pretty Things – Rosalyn – 2:21
2. The Atlantics – Come On – 2:55
3. Dantalian's Chariot – The Madman Running Through the Fields – 4:11
4. The Creation – How Does It Feel to Feel – 3:08
5. The Mops – I'm Just a Mops – 2:58
6. Downliners Sect – Why Don't You Smile Now – 2:08
7. The Ugly Ducklings – Nothin' – 2:27
8. Los Shakers – Break It All – 2:22
9. Timon – The Bitter Thoughts of Little Jane – 2:20
10. The Outsiders – Touch – 3:13
11. Tintern Abbey – Vacuum Cleaner – 3:06
12. Thor's Hammer – My Life – 2:20
13. The Wheels – Bad Little Woman – 2:50
14. Pandamonium – No Presents for Me – 2:52
15. Os Mutantes – Bat Macumba – 3:08
16. Winston's Fumbs – Real Crazy Apartment – 2:52
17. The Smoke – No More Now – 2:12
18. The Birds – No Good Without You – 2:40
19. The Zipps – Kicks and Chicks – 3:14
20. The Acid Gallery – Dance Around the Maypole – 2:41
21. The Fairies – Get Yourself Home – 2:28
22. Chants R&B – I'm Your Witchdoctor – 2:04
23. The Boots – But You'll Never Do It Babe – 2:32
24. The Majority – One Third – 2:17
25. Kaleidoscope – Flight from Ashiya – 2:40
26. Small Faces – Here Comes the Nice – 2:58
27. The Rattles – It's My Fault – 2:08
28. The Blossom Toes – When the Alarm Clock Rings – 2:16